# Danomyia forchhammeri
Danomyia forchhammeri là một loài ruồi trong họ Asilidae. Danomyia forchhammeri được Londt miêu tả năm 1993. Loài này phân bố ở vùng nhiệt đới châu Phi.